# Бернарделли, Евгений Адольфович
Евгений Адольфович Бернарделли — военный инженер-электрик, начальник Военной электротехнической академии РККА и Флотов (1921—1922).

## Биография
Родился 23 июня 1881 года в Варшаве в семье выходцев из Италии.
После учёбы в реальном училище, поступил в Киевское военное училище, которое окончил в 1906 году. После окончания в 1909 году Военной электротехнической школы по 1-му разряду Бернарделли присвоено воинское звание «штабс-капитан».
12 сентября 1909 года начал службу в полевом сапёрном батальоне. В 1911 году прошёл курс обучения в офицерском классе Военной электротехнической школы и был назначен старшим офицером в Свеаборгскую крепостную минную роту, а в январе 1914 года начал службу в Выборгской крепости.
Участник Первой мировой войны. В 1915 году — начальник Александровской радиостанции, после этого назначается помощником начальника Николаевской радиостанции.
В сентябре 1917 года назначен начальником 8-го радиотелеграфного дивизиона Юго-Западного фронта в звании подполковника. Награждён тремя орденами: орденом Св. Анны 4-й степени, орденом Св. Станислава 2-й степени и орденом Св. Анны 2-й степени.
После Октября 1917 года добровольно перешёл на сторону Советской власти. В декабре 1917 года был избран солдатами на должность командира 138-го радиотелеграфного дивизиона.
Приказом Реввоенсовета в октябре 1918 года назначен инспектором радиотелеграфа Восточного фронта, а затем Полевого штаба Красной Армии.
После создания Управления связи РККА становится помощником начальника управления, а затем начальником Военной электротехнической академии РККА и Флотов. При его руководстве в академии были созданы два факультета: связи и электромеханический.
В 1924 году Евгений Бернарделли уволен с военной службы. После этого переехал в Ленинград, где работал инженером в Связьмортресте.
В 1938 году арестован органами НКВД, но в 1939 году был освобождён в связи с прекращением дела. Однако в январе 1942 года повторно арестован по обвинению в «контрреволюционной пропаганде». В октябре 1942 года приговорён к 10 годам лишения свободы. Умер в лагере от воспаления лёгких. Дата смерти и место захоронения неизвестны.
Реабилитирован 23 сентября 1991 года.